# Tacherting
Tacherting là một đô thị tại huyện Traunstein bang Bayern, Đức.